# 아슈르바니팔 도서관

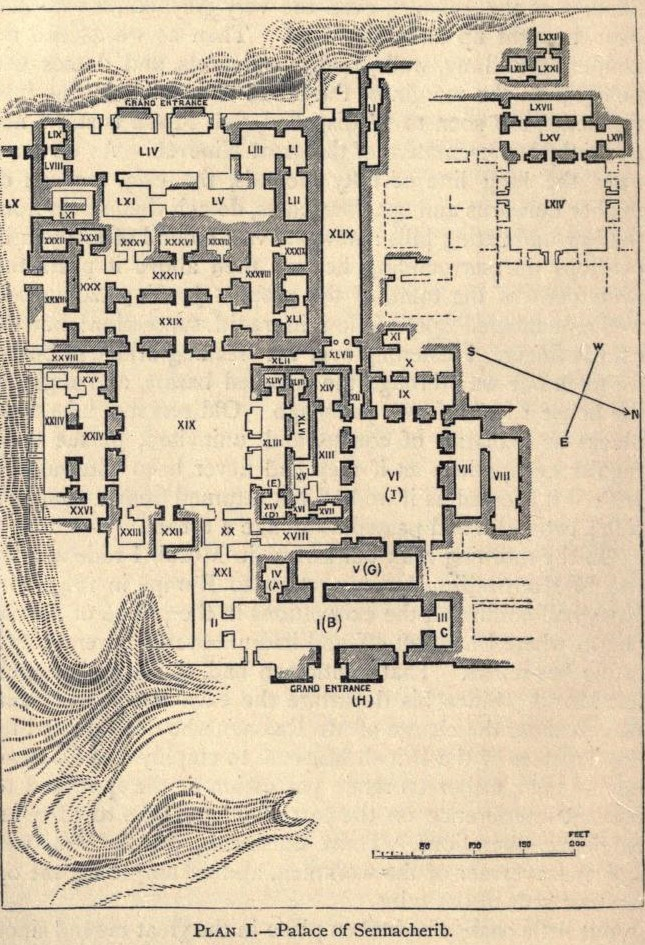

아슈르바니팔 도서관(Library of Ashurbanipal)은 신아시리아 제국의 수도 니네베에 왕궁 설립 이후인 기원전 7세기 경에 아슈르바니팔 왕이 왕궁 내에 왕 개인의 장서와 명상을 위해 설립한 도서관이다. 길가메시 서사시와 에누마 엘리시도 이 도서관 유적에서 출토되었다.

## 특징
체계적으로 장서를 갖춘 세계 최초의 도서관이다. 전문적인 참고 도서관이며 왕의 명상을 위한 개인 장서로 구성되었다. 니네베의 아슈르바니팔 왕궁에서 출토된 점토 설형 문자판에는 아시리아에서 펴낸 길가메시 서사시, 창조의 서사시원문, 고대 문학작품등이 새겨졌다.
- 약 30,000개의 점토판, 총 1,500종 문학작품 소장
- BC. 648년 바빌론의 신전에 소장되어 있던 점토판을 이관
- BC. 647년 아수르에 있는 티글라트 필레세르의 도서관에서 이관
- 궁 내 수많은 주제실(방)구성 각 방의 주제별 자료 배열 및 보관

- 문학보다 학문중심적이고 역사관계자료(역대 왕 전기 및 제왕에 관한 기록)/ 상거래 관련 계약, 증서(법적 결정관련자료)
- 의학/도시, 산, 들(물리자료)/신화. 전설/과학(천문학, 점성술, 생물학, 수학, 자연사) 등이 기록됨

## 같이 보기
- 아슈르바니팔